# Techiman
Techiman je grad u Gani, sjedište istoimenog distrikta u regiji Brong-Ahafo. Nalazi se na zapadu zemlje, 110 km istočno od granice s Obalom Bjelokosti i 55 km od Sunyanija. Leži na rijeci Tano. Ima najveću tržnicu u državi.
Prema popisu iz 2000. godine, Techiman je imao 56.187 stanovnika.